# Hajam Wuruk
Hajam Wuruk (także Radżasanagara) (ur. 1334 na Jawie, zm. 1389 tamże) – jawajski monarcha i czwarty władca Majapahit (1350/1351 - 1389). Za jego panowania Majapahit osiągnęło szczyt swojej potęgi.

## Życiorys
Hajam Wuruk był urodzonym w 1334 roku (według Negrakartegamy) synem Tribhuwany Widżajatunggadewi. Po jej abdykacji, która nastąpiła w 1350 lub 1351 roku wstąpił na tron Majapahitu. 
Po wstąpieniu na tron Hajam Wuruk wysłał Gajah Madę po rękę córki króla Sundy. Po początkowej zgodzie króla plany mariażu zakończyły się klęską dyplomatyczną, gdyż po przybyciu sundajskiej delegacji doszło do sporów między królestwami zakończoną wygraną dla Majapahitu bitwą pod Bumbat (1357) oraz śmiercią sundajskiego władcy wraz z jego córką i dostojnikami. Dzięki podbojom swojego wybitnego dowódcy Gajah Mady powiększył Majapahit o większość ziem współczesnej Indonezji. Po śmierci Gajah Mady, która nastąpiła w 1364 roku, król Hajam Wuruk podzielił jego urząd na cztery inne o mniejszym znaczeniu. W 1377 roku wysłał poselstwo do Chin.
Za jego panowania w 1365 roku Mpu Prapanca napisał Negrakartegamę, która jest głównym źródłem informacji o jego życiu.
Panowanie Hajama Wuruka przyczyniło się do rozwoju hinduizmu w Indonezji.
Po jego śmierci imperium podupadło i zostało podzielone między jego siostrzeńca Wikramawardhanę ożenionego z jego córką Kusmawardhani oraz syna Bhre Wirabhumi.